# Miyu Kato
Miyu Kato (加藤 未唯 Kato Miyu, Kioto; 21 de noviembre de 1994) es una jugadora de tenis profesional japonesa.
El 15 de enero de 2018 alcanzó su mejor ranking individual en la WTA (122°), mientras que el 1 de enero de 2024 alcanzó su mejor ranking en dobles (27°).
En el Japan Women's Open 2015 recibió una wildcard en el cuadro principal de dobles junto a Eri Hozumi.

## Torneos de Grand Slam

### Dobles mixto

#### Títulos (1)
| Año  | Torneo        | Pareja    | Oponentes en la final          | Resultado        |
| 2023 | Roland Garros | Tim Puetz | Bianca Andreescu Michael Venus | 4-6, 6-4, [10-6] |

## Títulos WTA (5; 0+5)

### Individual (0)
| Leyenda                                |
| -------------------------------------- |
| Grand Slam (0)                         |
| Juegos Olímpicos (0)                   |
| WTA Finals (0)                         |
| P. Mandatory & Premier 5, WTA 1000 (0) |
| Premier, WTA 500 (0)                   |
| International, WTA 250 (0)             |

#### Finalista (1)
| N.º | Fecha                    | Torneo                | Superficie | Oponente en la final | Resultado |
| 1.  | 17 de septiembre de 2017 | Tokio (International) | Dura       | Zarina Diyas         | 2-6, 5-7  |

### Dobles (5)
| Leyenda                                |
| -------------------------------------- |
| Grand Slam (0)                         |
| Juegos Olímpicos (0)                   |
| WTA Finals (0)                         |
| P. Mandatory & Premier 5, WTA 1000 (0) |
| Premier, WTA 500 (1)                   |
| International, WTA 250 (4)             |

| No. | Fecha                    | Torneo           | Superficie | Pareja          | Oponentes en la final                  | Resultado           |
| 1.  | 10 de abril de 2016      | Katowice         | Dura (i)   | Eri Hozumi      | Valentyna Ivakhnenko Marina Melnikova  | 3-6, 7-5, [10-8]    |
| 2.  | 22 de septiembre de 2018 | Tokio (Pacífico) | Dura (i)   | Makoto Ninomiya | Andrea Hlaváčková Barbora Strýcová     | 6-4, 6-4            |
| 3.  | 8 de enero de 2023       | Auckland         | Dura       | Aldila Sutjiadi | Bethanie Mattek-Sands Leylah Fernandez | 1-6, 7-5, [10-4]    |
| 4.  | 26 de agosto de 2023     | Cleveland        | Dura       | Aldila Sutjiadi | Nicole Melichar Ellen Perez            | 6-4, 6-7(4), [10-8] |
| 5.  | 4 de febrero de 2024     | Hua Hin          | Dura       | Aldila Sutjiadi | Hanyu Guo Xinyu Jiang                  | 6-4, 1-6, [10-7]    |

#### Finalista (11)
| No. | Fecha                    | Torneo           | Superficie    | Pareja          | Oponentes en la final                    | Resultado           |
| 1.  | 14 de febrero de 2016    | Kaohsiung        | Dura          | Eri Hozumi      | Hao-Ching Chan Yung-Jan Chan             | 4-6, 3-6            |
| 2.  | 7 de enero de 2018       | Auckland         | Dura          | Eri Hozumi      | Sara Errani Bibiane Schoofs              | 5-7, 1-6            |
| 3.  | 16 de septiembre de 2018 | Hiroshima        | Dura          | Makoto Ninomiya | Eri Hozumi Shuai Zhang                   | 2-6, 4-6            |
| 4.  | 13 de octubre de 2019    | Tianjin          | Dura          | Nao Hibino      | Shuko Aoyama Ena Shibahara               | 3-6, 5-7            |
| 5.  | 8 de marzo de 2020       | Monterrey        | Dura          | Yafan Wang      | Kateryna Bondarenko Sharon Fichman       | 6-4, 3-6, [7-10]    |
| 6.  | 23 de julio de 2022      | Hamburgo         | Tierra batida | Aldila Sutjiadi | Sophie Chang Angela Kulikov              | 3-6, 6-4, [6-10]    |
| 7.  | 9 de octubre de 2022     | Monastir         | Dura          | Angela Kulikov  | Kristina Mladenovic Kateřina Siniaková   | 2-6, 0-6            |
| 8.  | 29 de octubre de 2023    | WTA Elite Trophy | Dura          | Aldila Sutjiadi | Beatriz Haddad Maia Veronika Kudermetova | 3-6, 3-6            |
| 9.  | 23 de junio de 2004      | Birmingham       | Hierba        | Zhang Shuai     | Su-wei Hsieh Elise Mertens               | 1-6, 3-6            |
| 10. | 22 de septiembre de 2024 | Seúl             | Dura          | Zhang Shuai     | Nicole Melichar Liudmila Samsonova       | 1-6, 0-6            |
| 11. | 30 de marzo de 2025      | Miami            | Dura          | Cristina Bucșa  | Mirra Andreeva Diana Shnaider            | 3-6, 7-6(5), [2-10] |

## Títulos WTA 125s

### Dobles
| N.º | Fecha                   | Torneos  | Superficie | Pareja     | Oponentes                  | Resultado           |
| --- | ----------------------- | -------- | ---------- | ---------- | -------------------------- | ------------------- |
| 1.  | 26 de noviembre de 2016 | Honolulu | Dura       | Eri Hozumi | Nicole Gibbs Asia Muhammad | 6-7(3), 6-3, [10-8] |

## Títulos ITF

### Individual (3)
| Torneos de $100,000 |
| Torneos de $75,000  |
| Torneos de $50,000  |
| Torneos de $25,000  |
| Torneos de $15,000  |
| Torneos de $10,000  |

| N.º | Fecha               | Torneo              | Superficie    | Oponentes          | Resultado        |
| --- | ------------------- | ------------------- | ------------- | ------------------ | ---------------- |
| 1.  | 24 de mayo de 2015  | Karuizawa, Japón    | Césped        | Makoto Ninomiya    | 7-6(5), 5-7, 6-1 |
| 2.  | 18 de julio de 2015 | Bangkok, Tailandia  | Dura          | Nigina Abduraimova | 7-5, 6-2         |
| 3.  | 27 de marzo de 2016 | Canberra, Australia | Tierra batida | Anna Bondár        | 6-4, 7-6 (3)     |

#### Finalista (3)
| N.º | Fecha                 | Torneo                     | Superficie | Oponentes     | Resultado          |
| --- | --------------------- | -------------------------- | ---------- | ------------- | ------------------ |
| 1.  | 29 de julio de 2013   | Fort Worth, Estados Unidos | Dura       | Lauren Embree | 6-3, 1-6 1-3, ret. |
| 2.  | 25 de mayo de 2015    | Balikpapan , Indonesia     | Dura       | Lu Jiajing    | 4-6, 4-6           |
| 3.  | 24 de octubre de 2015 | Hamamatsu, Japón           | Césped     | Shuko Aoyama  | 2-6, 1-6           |